# Maximilian Eggestein
Maximilian Eggestein (* 8. Dezember 1996 in Hannover) ist ein deutscher Fußballspieler. Der Mittelfeldspieler steht beim SC Freiburg unter Vertrag und ist ehemaliger Juniorennationalspieler. Er ist der ältere Bruder von Johannes Eggestein.

## Karriere

### Werder Bremen

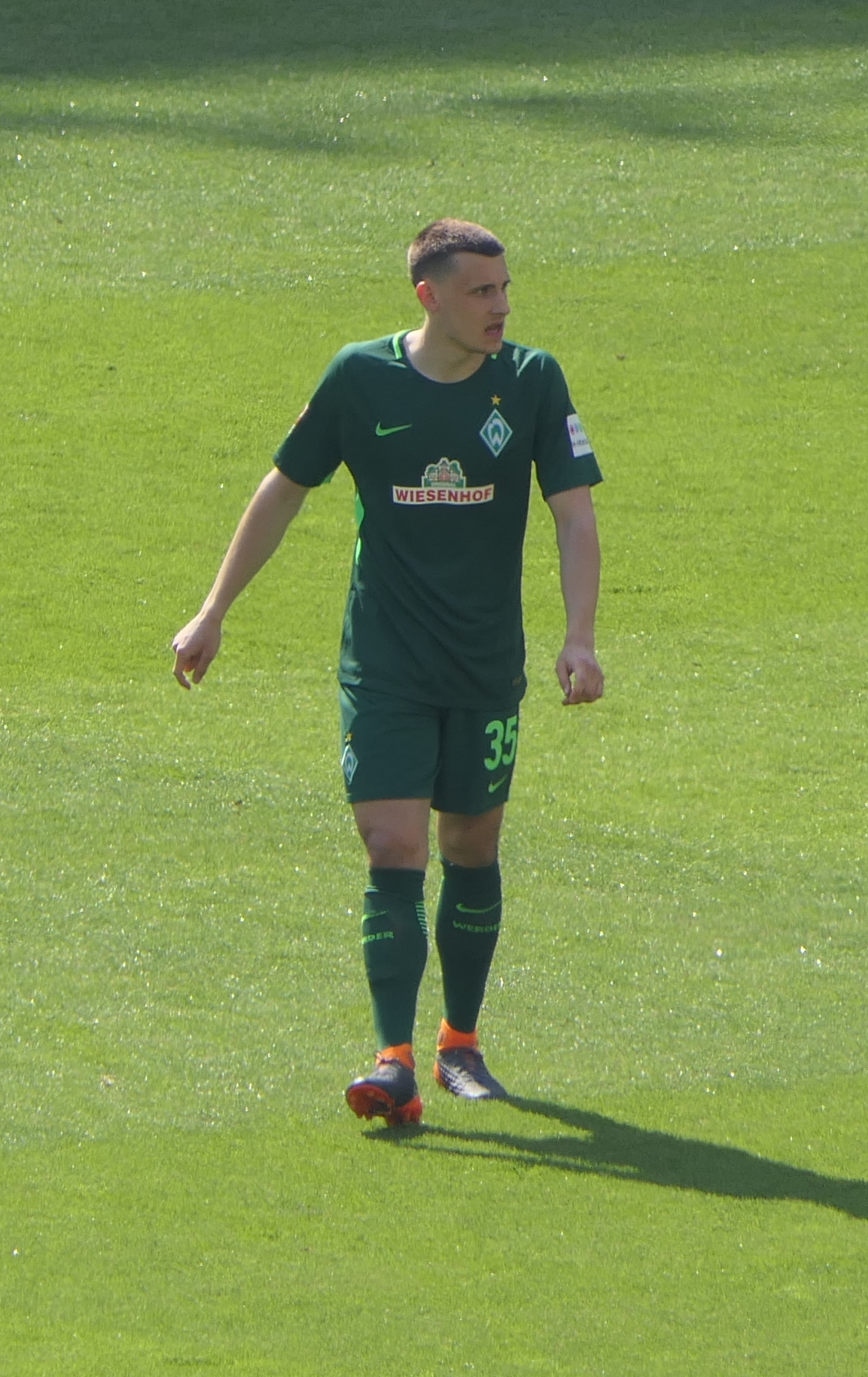
Maximilian Eggestein (2018)

Maximilian Eggestein erlernte das Fußballspielen beim TSV Schloß Ricklingen und wechselte dann zum TSV Havelse, für den er bis 2011 spielte und für den bereits sein Vater Karl Eggestein die Schuhe geschnürt hatte. Seit 2011 war er bei Werder Bremen aktiv. In der Saison 2012/13 landete er mit der B-Jugend der Werderaner mit 14 Toren auf dem fünften Platz der Torschützenliste. Zur Saison 2014/15 rückte er in Werders zweite Mannschaft in der Regionalliga Nord auf, wo er sich auf Anhieb als Stammspieler im offensiven Mittelfeld durchsetzen konnte.
Seine anhaltend guten Leistungen führten dazu, dass er am 29. November 2014 (13. Spieltag) erstmals in den Bundesligakader berufen wurde. Bei dem 4:0-Heimerfolg gegen den SC Paderborn 07 wurde Eggestein von Trainer Viktor Skripnik in der 83. Minute für Levent Ayçiçek eingewechselt. Sein Einsatz im Alter von 17 Jahren und 356 Tagen machte ihn hinter Thomas Schaaf (17 Jahre und 353 Tage) zum zweitjüngsten Bundesliga-Spieler der Vereinsgeschichte. Mit der 2. Mannschaft wurde er Meister und stieg mit ihr nach erfolgreichen Aufstiegsspielen in die 3. Liga auf. Ende Februar 2015 erhielt Eggestein seinen ersten Profivertrag mit einer Laufzeit bis zum 30. Juni 2018.
Zunächst konnte er sich in der Bundesligamannschaft jedoch nicht etablieren. In der Saison 2015/16 kam er als Spielmacher nur zu zwei Einsätzen in der Startelf. Von Skripniks Nachfolger Alexander Nouri wurde er im Oktober 2016 zwischenzeitlich wieder in die U23-Mannschaft beordert. Trainer Florian Kohfeldt ernannte ihn dort zum Kapitän. Nach guten Leistungen kehrte Eggestein in der Winterpause zur Profimannschaft zurück. Überwiegend wurde er dort als defensiver Mittelfeldspieler eingesetzt. Beim Heimsieg gegen den FC Schalke 04 am 4. April 2017, dem 27. Spieltag der Saison 2016/17, erzielte er seinen ersten Bundesligatreffer zum 3:0-Endstand. Im Juli 2017 verlängerte er seinen laufenden Vertrag bis zum Ende der Saison 2019/20. Eggestein kam in der Bundesliga-Saison 2017/18 auf 33 Einsätze und war mit 383 km der laufstärkste Spieler. Am 20. Oktober 2018, dem 8. Spieltag der Saison 2018/19, traf er beim 2:0-Auswärtssieg bei Schalke zum ersten Mal doppelt in der Bundesliga. Am Saisonende kam er auf insgesamt fünf Treffer in 34 Einsätzen und war wie im Vorjahr der Bundesliga-Spieler mit den meisten gelaufenen Kilometern, diesmal 409 km.
Am 10. April 2019 verlängerte Eggestein seinen bis 2020 laufenden Vertrag in Bremen vorzeitig.
In der Saison 2020/21 stieg er mit Werder in die 2. Bundesliga ab. Dort absolvierte er zum Beginn der Saison 2021/22 noch drei Spiele, in denen er ein Tor erzielte.

### SC Freiburg
Vor dem 2. Spieltag der Bundesligasaison 2021/22 kehrte Eggestein wieder in die Bundesliga zurück und wechselte zum SC Freiburg. Im Pokalfinale 2022 gegen RB Leipzig erzielte Eggestein die zwischenzeitliche 1:0-Führung für den Sport-Club, bevor der SC Freiburg mit 2:4 im Elfmeterschießen unterlag. Mit Bremen war er in derselben Saison bereits in der ersten Runde ausgeschieden. In der Bundesliga qualifizierte sich Eggestein mit dem Erreichen des 6. Platzes für die Europa League.
In der Europa-League-Saison 2022/23 zog Eggestein mit dem SC Freiburg bis ins Achtelfinale ein, in dem beide Spiele gegen Juventus Turin verloren wurden. Im DFB-Pokal erreichte Eggestein nach einem 1:2-Sieg beim FC Bayern München das Halbfinale, das mit 1:5 deutlich wiederum gegen RB Leipzig verloren wurde. In der Bundesliga wurde mit Platz fünf wiederum die Qualifikation für die Europa League gesichert.
In der Saison 2023/24 wurde Eggestein nach dem Wechsel von Mark Flekken zum FC Brentford zum stellvertretenden Kapitän hinter Christian Günter und Vincenzo Grifo gewählt.

### Nationalmannschaft
Eggestein spielte sechsmal für die deutsche U20, mit der er im Herbst 2015 das freundschaftliche Viernationen-Turnier Elite Cup gewann. Mit der U21 gelang ihm bei der Qualifikation zur EM 2019 der Gruppensieg.
Für ein Freundschaftsspiel gegen Serbien am 20. sowie das EM-2020-Qualifikationsspiel gegen die Niederlande am 24. März 2019 wurde Eggestein für die A-Nationalmannschaft nominiert, kam aber nicht zum Einsatz.

## Privates
Eggestein ist der Sohn des ehemaligen Fußballers Karl Eggestein, der für den TSV Havelse u. a. in der 2. Bundesliga spielte. Sein jüngerer Bruder Johannes, der bei der U17-Weltmeisterschaft 2015 mit dem „Silbernen Schuh“ ausgezeichnet wurde, war auch bei Werder Bremen aktiv.